# Гартман, Лаврентий Гаврилович
Барон Ларс Габриэль фон Ха́ртман (швед. Lars Gabriel von Haartman, в России Лавре́нтий Гаври́лович фон Га́ртман; 23 сентября 1789, Або, Великое герцогство Финляндское, Швеция — 16 декабря 1859, Меримаску, Великое княжество Финляндское) — барон (1849), действительный тайный советник, заместитель председателя экономического отделения Сената Финляндии (1841—1858), член Государственного Совета Российской империи (1858). Видный финский политик, видевший будущее Финляндии как важной части Российской империи.
Высочайшим указом, от 23 марта (4 апреля) 1849 год, член Финляндского Сената, тайный советник Ларс-Гавриил Гавриилович фон-Гартман возведен, с нисходящим его потомством, в баронское достоинство Великого Княжества Финляндского.
Род его внесен 14 (26) апреля 1849 года в матрикул Рыцарского Дома Великого Княжества Финляндского, в число родов баронских, под № 35.